# Historia de León (México)

## Historia

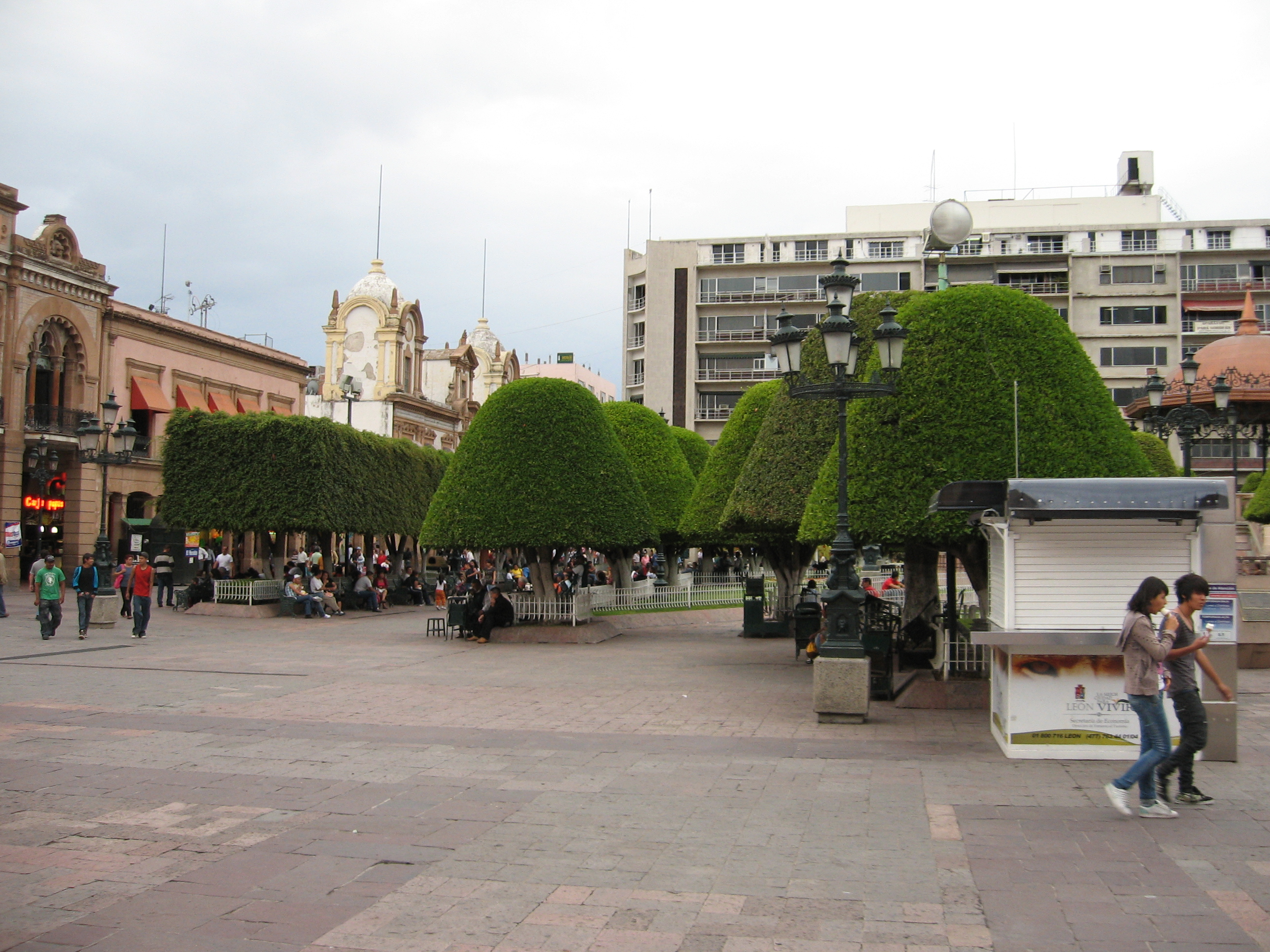
Plaza principal de León.

### Época prehispánica
Desde esta época, la región que hoy ocupa León fue frontera y encrucijada cultural. Hay sitios arqueológicos de cierta importancia, siendo del horizonte Preclásico los más antiguos. La cultura de Chupícuaro se extendió hasta esta zona. Del horizonte Clásico hay figuras teotihuacanoides. Después de la caída de Teotihuacán, Tula fue la influencia hegemónica, pero al desplomarse esta, nómadas de los grupos chichimecas, como guamares y pames, invadieron el bajío abandonándose los asentamientos sedentarios.
Aunque las investigaciones arqueológicas son limitadas en toda la zona noroeste del estado de Guanajuato, se han podido definir tres fases de ocupación: la primera asociada cronológicamente al Clásico medio (100-650 d. C.) y que presenta similitudes con la cerámica teotihuacana de la misma época. La segunda fase corresponde al Clásico tardío (650-900 d. C.) en la cual se aprecia un mayor auge poblacional y una relación muy clara con la región de Río Verde, por la asociación de tipo cerámico Zaquil Negro. La última fase de ocupación está dominada por formas de tradición Tolteca. Este asentamiento ha sido considerado como un sitio «rural» de Mesoamérica.
En la mayoría de los asentamientos se comparte el patrón tectónico ya identificado en otros sitios del estado y que corresponde a la existencia de plataformas rectangulares, en donde se combinan espacios cerrados como patios hundidos, plazas, áreas de habitación, montículos piramidales a manera de adoratorios y altares; juegos de pelota, así como sectores de cultivo y habitación fuera de los núcleos principales. Podemos decir que cronológicamente todos los sitios del municipio se relacionan con el momento de la máxima expansión cultural de la frontera mesoamericana (600-900 d. C.) con la posibilidad de que este rango de ocupación pueda variar en ciertos casos, como por ejemplo, en los sitios de patrón circular representados en la zona occidental del municipio, los cuales pueden pertenecer a una etapa más temprana.

### Época virreinal

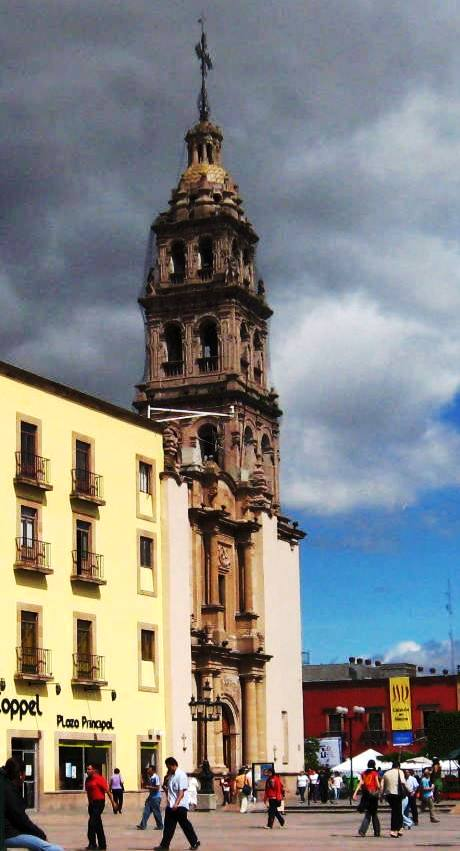
Centro histórico.

Durante el siglo XVI los chichimecas incursionaron en la Sierra de Comanja ya en la época novohispana. Nuño de Guzmán y sus aliados tarascos llegaron el día 2 de febrero de 1530 al actual territorio del municipio, llamando al lugar Valle de Nuestra Señora. La dominación agrícola y ganadera por parte de los españoles inicia a partir del año 1546, con estancias que les fueron concedidas y que eran constantemente hostilizadas por los grupos chichimecas de la región. Ante esta situación, los peninsulares solicitan a las autoridades virreinales la fundación de un poblado mayor para encontrar una mejor protección.
El 12 de diciembre de 1575 el Virrey de la Nueva España Martín Enríquez de Almanza expide un decreto para fundar un poblado en el llamado Valle de Señora, en las tierras de Juan Jasso. El asentamiento tendrá categoría de ciudad si residieren en él cien vecinos o categoría de villa si solo fueren cincuenta. Este mandato se cumple el 20 de enero de 1576 por el Capitán Juan Alonso de Torres, Juan Bautista de Orozco y un grupo de españoles e indígenas, los cuales fundan la Villa de León realizando el trazo de la misma e instalando su primer ayuntamiento. Se decidió darle este nombre por ser el lugar de procedencia del Virrey, el Reino de León. Los indígenas son agrupados en los pueblos de San Miguel y el Coecillo, al sur y nororiente respectivamente.
En 1580 León es elevada a la categoría de alcaldía mayor, asignándosela a su jurisdicción un amplio territorio, que comprendía grandes extensiones de los que hoy conforman sus municipios vecinos. Asimismo se decide agrupar a los negros y mulatos en un nuevo pueblo al norte de la villa con lo cual nace lo que en el futuro será el Barrio Arriba. Sus habitantes se dedicaban a la artesanía, otros más a la actividad de la curtiduría, la cual aún es común denominador de la ciudad. A principios del siglo XVII llegan los Juaninos, quienes levantan un templo y un hospital en las cercanías de la villa. Al poblarse sus alrededores nace otro barrio, San Juan de Dios.
La afamada industria zapatera tiene sus inicios en 1645, año en que se documentó la existencia de un artesano zapatero local y de un taller de zapatos perteneciente a un regidor local.
La Orden de la Compañía de Jesús llega a León en 1731 y se les brinda un lugar en el Templo de la Santa Escuela de Cristo (actual Templo del Inmaculado). Al año siguiente allí se comenzaría a venerar el óleo de la Madre Santísima de la Luz, patrona de la ciudad. En 1740 se crea el Beaterio de las Vírgenes Ursulinas, institución de enseñanza para mujeres única en su tipo en América. Estuvo hasta el siglo XIX, ubicada a un costado del Templo de los Ángeles. Actualmente, alberga a la Secundaria Técnica No.1.
En 1787 León pasa a ser una subdelegación de la intendencia de Guanajuato, que es el antecedente del actual estado.
En 1800 se establece un cuartel, en una casa de la plaza mayor para la milicia de la Legión del Príncipe y los Dragones de la Reina.

### Época republicana

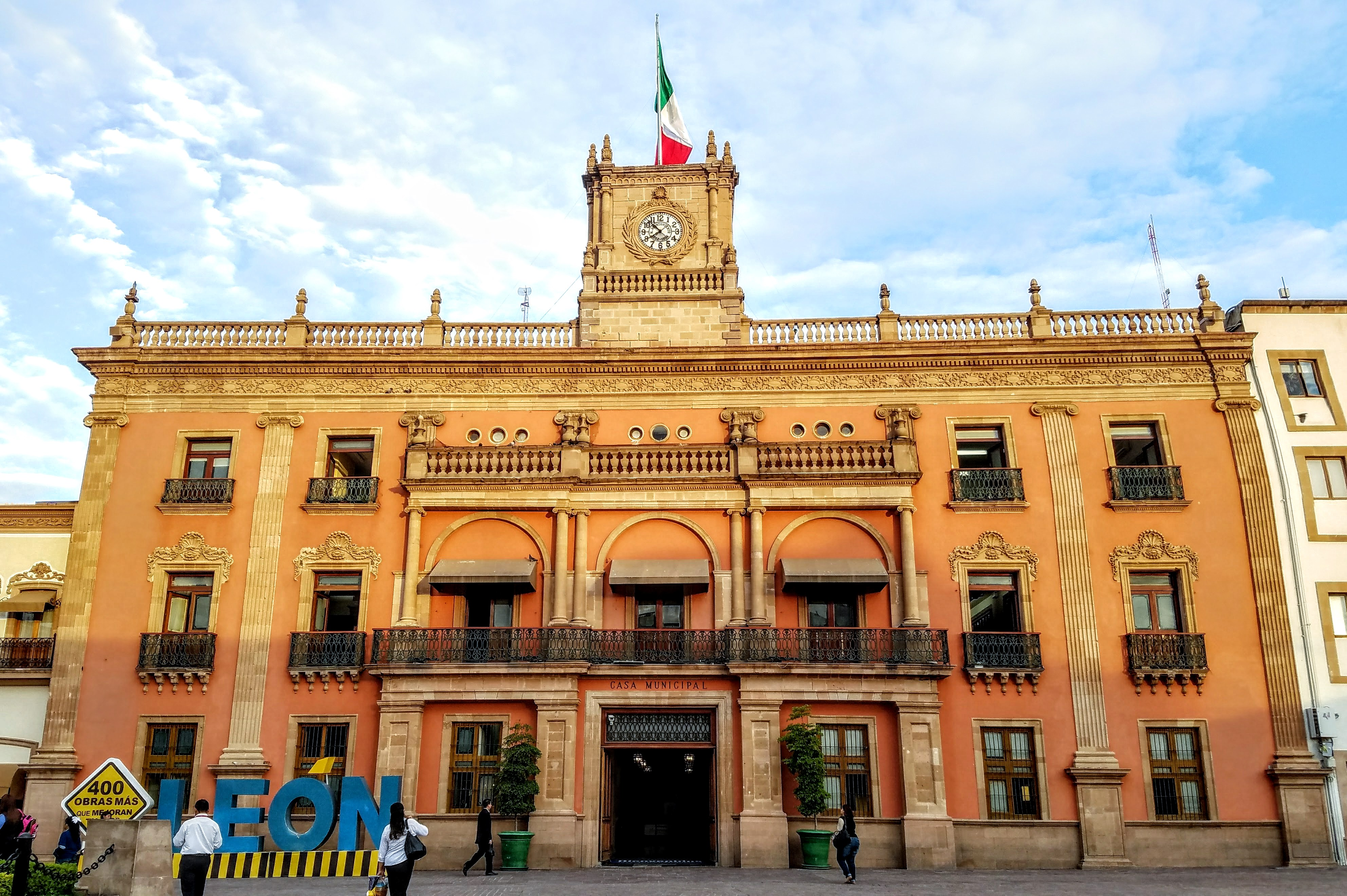
Palacio Municipal de León.

Don Ignacio de Obregón en 1808 participa en las reuniones clandestinas de criollos para proponer que pueden gobernar la Nueva España, por las inconformidades con los españoles. El 15 de septiembre de 1810, en Dolores Hidalgo, el cura Miguel Hidalgo y Costilla convoca a hacer frente a los españoles (autoridades) que exiliaron a los reyes. Él es nacido en Corralejo, del actual municipio de Pénjamo que entonces fomaba parte de la Alcaldía Mayor de León. El 4 de octubre enviado por Hidalgo a insurreccionar el centro del país, entra en León el capitán José Rafael de Iriarte. En el mes de diciembre, Félix Calleja arriba con sus tropas y toma represalias contra los simpatizantes del movimiento de Independencia. Para 1817, Francisco Javier Mina ataca sin éxito las fuerzas realistas acuarteladas en el lugar. En 1821, Agustín de Iturbide ocupa la ciudad y expide una proclama para infundir confianza a los europeos.
El 25 de abril de 1833, resiste la ciudad por primera ocasión, una epidemia de cólera. El alumbrado público de petróleo se estableció en León en 1835. 10 de febrero de 1875 se inaugura la Escuela de Instrucción Secundaria, antecedente de la Universidad de Guanajuato. El 13 de diciembre de 1885, José María Yermo y Parres inaugura el Asilo del Sagrado Corazón y la congregación de las Siervas del Sagrado Corazón de Jesús y de los Pobres. En junio de 1888 la ciudad sufre una espantosa inundación, las pérdidas de vidas humanas y la destrucción de 117 manzanas con 2.232 casas, tienen como consecuencia más de 5.000 familias en la miseria, emigración de miles de habitantes y la casi destrucción de la entonces segunda ciudad más populosa del país. En 1896 se inaugura el Arco de la Calzada dedicado a los Héroes Patrios y el que vendría a darle a León el primer símbolo de su identidad.
Se forma el Partido del Centro en 1870 el cual tratara de formar un nuevo estado, el Estado del Centro con León como su capital y con el territorio de la antigua Alcaldía Mayor de León y la región de los Altos de Jalisco, la propuesta no prosperó en el Congreso. Durante 1897 se inaugura el alumbrado eléctrico. En 1914 el primero de agosto, Pascual Orozco toma la plaza con grandes pérdidas de vidas humanas, y arrasa con el comercio y principales industrias, posteriormente los villistas la tomarían, Villa nombra a Abel Serratos gobernador. El 29 de enero del año siguiente, Serratos traslada la capital del estado a León, y desde aquí pretende gobernar la entidad. El 10 de mayo del mismo año, en Guanajuato, Álvaro Obregón determina que los poderes de la entidad deben residir en esa ciudad y desconoce a León como capital del estado. En 1924 se pavimenta la plaza principal. Durante 1926 la ciudad sufre una nueva inundación aunque de menor cuantía que la de 1888.
La generación de energía eléctrica inició en México a fines del siglo XIX. La primera planta generadora que se instaló en el país (1879) estuvo en León, Guanajuato, y era utilizada por la fábrica textil «La Americana». Casi inmediatamente se extendió esta forma de generar electricidad dentro de la producción minera y, marginalmente, para la iluminación residencial y pública.

### Época contemporánea

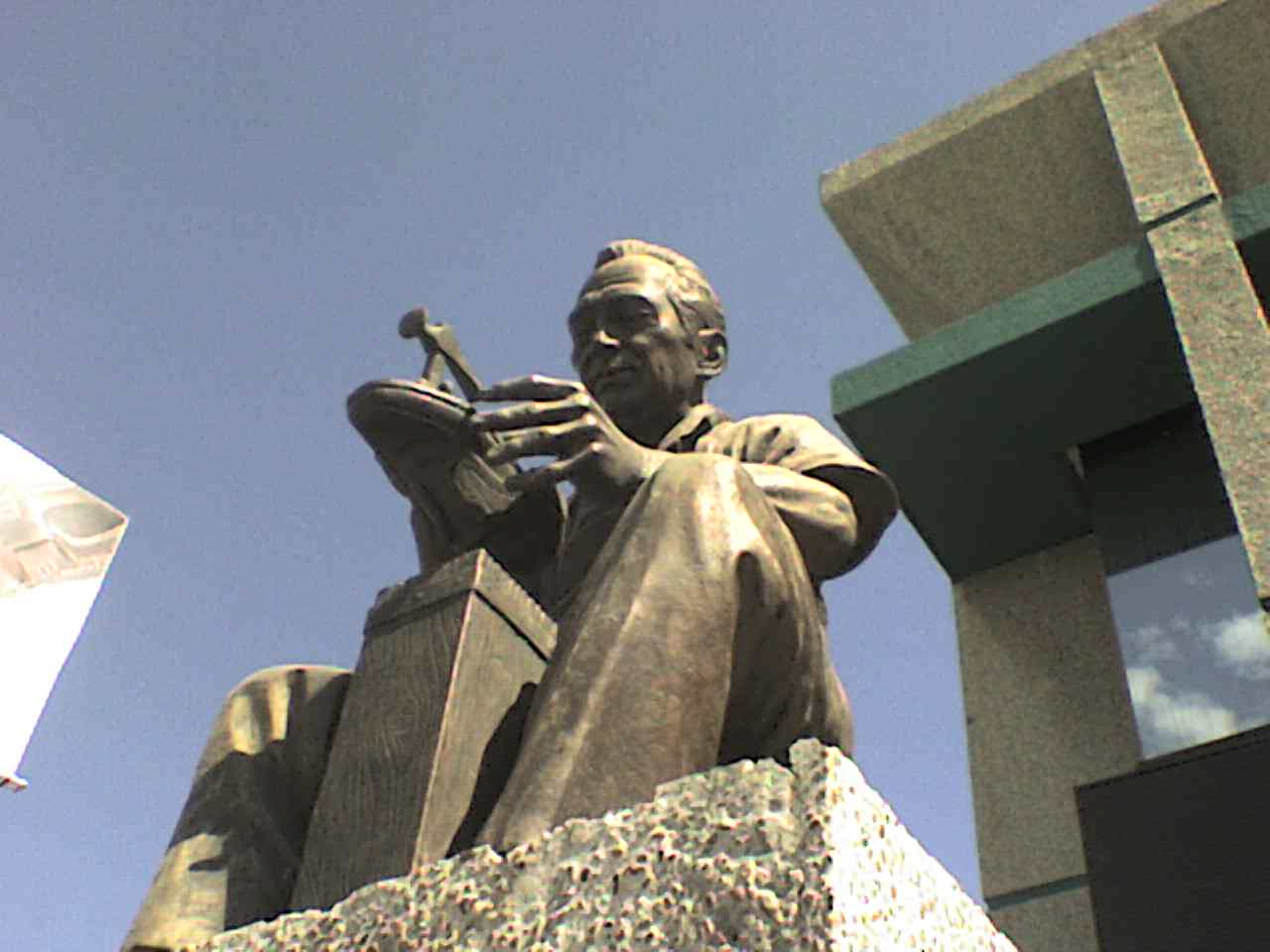
Monumento a la Industria del Calzado.

En la década de 1930 la actividad del zapato empieza a ser la principal de la ciudad, al decaer la rebozeria. Se forma un campo para refugiados polacos en 1943, en la Ex-Hacienda de Santa Rosa. El 2 de enero de 1946, una multitud, reunida ante la casa municipal para protestar por las elecciones que considera fraudulentas, es baleada, muriendo un gran número de personas en la que luego se llamó la Plaza de los Mártires. En 1954 se construye la presa El Palote. A mediados de 1963 se inicia la construcción del Blvd. Adolfo López Mateos como parte de la carretera 45 que une la Ciudad de México con Ciudad Juárez. En 1969 se inaugura la Central de Autobuses de León, hasta entonces los autobuses se detenían en el jardín de la industria (actual Plaza de los Fundadores). En 1978 es inaugurado el zoológico en Ibarrilla e inician operaciones la Universidad Iberoamericana y el Instituto Tecnológico y de Estudios Superiores de Monterrey.
Por su importancia poblacional, económica, comercial, política y de servicios, León es considerada junto con la Cd. de México, Guadalajara, Monterrey y Puebla, dentro de las 5 ciudades más importantes de México.
En 1990 el presidente Carlos Salinas inaugura el Aeropuerto del Bajío en territorios del municipio de Silao. 
En 1993 el Parque Metropolitano abre sus puertas, abarcando la Presa del Palote. Al año siguiente es inaugurado el Centro de Ciencias Explora. El 13 de diciembre de 1997 y a consecuencia del fenómeno del Niño, cae una nevada ligera en la ciudad y con el intenso frío del siguiente día, se pierde gran parte de las cosechas agrícolas de invierno. En 2003 Optibus (Sistema Integrado de Trasporte) inicia operaciones con 3 líneas troncales. En 2006 se inaugura la Biblioteca Central Estatal “Wigberto Jiménez Moreno”. En 2008 se inaugura el Museo de Arte e Historia de Guanajuato. En 2010 se inaugura la segunda etapa del SIT, con 2 nuevas rutas Troncales y se inaugura el Teatro del Bicentenario. En 2012 la ciudad es sede de la visita del Papa Benedicto XVI a México.

### Los mártires del 2 de enero: crimen de Estado
El 2 de enero de 1946 tuvo lugar, durante el sexenio del presidente Manuel Ávila Camacho, un suceso histórico de la ciudad de León, Guanajuato, en el que se cometió un crimen de estado, al ser acribillada por parte de elementos de la policía y del Ejército Mexicano la multitud que se manifestaba pacíficamente afuera de la Presidencia Municipal de León debido a su inconformidad derivada de lo que consideraban un fraude electoral cometido por el Partido de la Revolución Mexicana (PRM), en el que se pretendía imponer al candidato oficial, Ignacio Quiroz, como ganador de la contienda por la alcaldía de esta ciudad.
El candidato designado como futuro presidente de México, Miguel Alemán Valdés, y el presidente impulsaron a pocos días después de la matanza, el 18 de enero de 1946, la transformación del Partido de la Revolución Mexicana (PRM) en el Partido Revolucionario Institucional (PRI).
Los antecedentes de este suceso se remontan al mes de julio de 1945, cuando el municipio de León tenía más de 100,000 habitantes, y un grupo de comerciantes e industriales se reunían en la plaza para comentar acerca de asuntos sociales, políticos y económicos del municipio, quienes formaron la organización denominada Unión Cívica Leonesa el 6 de julio de 1945 bajo el lema «Por un León Mejor». La junta directiva de esta agrupación estuvo integrada por Ricardo Hernández Sorcini, como presidente, quien trabajaba como agente de una compañía de seguros; Jesús Garibay, como secretario, quien era funcionario del sindicato ferrocarrilero, y por Florencio Quiroz, un industrial de la ciudad, como tesorero.
En estos meses, los temas que principalmente trataba este grupo eran los municipales debido a que la Presidencia Municipal llevaba con gran retraso y desajuste las obras que anteriormente inició para construir una red de drenaje, las cuales provocaron la inconformidad de la ciudadanía.
Es en este contexto que la Unión Cívica Leonesa decide postular un candidato para Presidente Municipal, el Sr. Carlos A. Obregón, en las elecciones para diputados locales y autoridades municipales que se celebrarían el 16 de diciembre de 1945, con la idea de poder concluir las obras y detener la corrupción que se percibía al respecto.
En este tiempo, aún no existía un organismo electoral como el Instituto Nacional Electoral, antes Instituto Federal Electoral (IFE), que fuera un organismo autónomo que garantizara la imparcialidad y legalidad de las elecciones; en estos años era el mismo gobierno quien organizaba todo el proceso de las elecciones. En concreto, una Junta Computadora designada por el entonces gobernador de Guanajuato, Ernesto Hidalgo, era la responsable de emitir el fallo final.
En el día de las elecciones, los integrantes de la Unión Cívica Leonesa preveían que se pudiera cometer un fraude electoral por lo que depositaron sus votos en sobres cerrados y notariados, declarando para el 20 de diciembre que, según sus estimaciones, el candidato Carlos A. Obregón había ganado la elección con un total de 22,173 votos, en contra del candidato oficial, Ignacio Quiroz, que, de acuerdo con sus estimaciones, había obtenido 58 votos. No obstante, la Junta Computadora declaró como ganador al candidato oficial, Ignacio Quiroz.
La Unión Cívica Leonesa intentó durante esos días obtener una audiencia con el presidente de la República, Manuel Ávila Camacho, para explicarle la situación que ocurría en León, y obtuvo negativas a su petición, y solamente consiguió una audiencia con el subsecretario de gobernación, quien se limitó a escucharlos y no tomó ningún tipo de medidas al respecto.
La fecha para la toma de posesión del nuevo presidente municipal, Ignacio Quiroz, en sustitución del alcalde saliente, Salvador Muñoz, se tenía programada para el 1 de enero de 1946. Como medida de prevención a una posible manifestación de la Unión Cívica Leonesa, derivada de la inconformidad por la imposición del candidato oficial, el gobernador de Guanajuato, Ernesto Hidalgo Ramírez, movilizó a las fuerzas federales así como a un amplio grupo de agraristas a que ocuparan la plaza principal para impedir manifestarse a los inconformes y simular apoyo popular para el candidato impuesto.
Debido a la imposibilidad de manifestarse frente a Palacio Municipal, un grupo de alrededor de 300 personas, principalmente de la Unión Cívica Leonesa, se reunieron en el Parque Hidalgo este mismo día, en un evento paralelo a la toma de posesión del candidato impuesto, para hacer un acto simbólico de toma de protesta al auténtico ganador de la contienda electoral municipal, el Carlos A. Obregón. Sin embargo, fuerzas federales montadas rodearon el lugar y agredieron a los asistentes de aquel evento mediante golpes, culetazos y con sus caballos, lo que dio como resultado un total de 30 heridos, entre ellos una mujer que al día siguiente, el 2 de enero de 1946, falleció debido a los golpes recibidos.
El gobernador Ernesto Hidalgo comunicó al Presidente de la República Manuel Ávila Camacho el 1 de enero de 1946 mediante un telegrama que la renovación de las alcaldías se había dado con tranquilidad en todos los municipios del estado, incluyendo León. Ese mismo día mandó un segundo telegrama al presidente en el que le comunicó que en León se habían presentado “ligeros incidentes” en el Parque Hidalgo.
Los abusos autoritarios ocurridos en el Parque Hidalgo el día anterior se dieron a conocer rápidamente alrededor de la ciudad, causando gran indignación, por lo que los ciudadanos de León se comenzaron a organizar para exigir respeto. Por otra parte, brigadas de la Unión Cívica Leonesa convocaron a la población para realizar un paro cívico de labores a manera de protesta por el fraude electoral. Es así como el martes 2 de enero de 1946 se realizó una marcha pacífica desde el Parque Hidalgo hasta la entonces conocida como Plaza de la Constitución, que se encuentra afuera del Palacio Municipal, en donde se reunieron alrededor de cuatro mil personas con el objetivo de exigir que se respetara el voto popular y se le diera su lugar al auténtico ganador de la contienda electoral, el Carlos A. Obregón.
Entre los marchantes se encontraba un grupo de jóvenes que cargaban un ataúd negro que de un lado tenía el nombre del alcalde impuesto, Ignacio Quiroz, y del otro lado la frase “Muera el PRM”, aludiendo al Partido de la Revolución Mexicana. Dentro del ataúd se encontraba Tomás, un joven que según testimonios de los testigos sobrevivientes estaba “loco”, y quien salía del ataúd cuando la multitud gritaba “Viva Tomás”, y se metía cuando la multitud gritaba “Muera el PRM”. Los manifestantes finalmente se detuvieron frente a la puerta de Palacio Municipal, en donde colocaron el ataúd.
Ante una serie de peticiones, una comisión de la Unión Cívica Leonesa ingresó al Palacio Municipal para hablar con el Dr. Ignacio Quiroz, a quien se le exigió que renunciara al cargo que por voluntad popular no le correspondía. Ante estas inconformidades, el Dr. Quiroz accedió pero manifestó que necesitaba consultarlo antes con el gobernador Ernesto Hidalgo, en Guanajuato, Guanajuato, y se comprometió a tener una respuesta oficial a las seis de la tarde.
Pasadas las seis de la tarde y dado que aún no recibían la respuesta oficial por parte del gobierno del estado, los ánimos de los ciudadanos inconformes se empezaron a alborotar. Ante esta situación, los líderes de la Unión Cívica Leonesa solicitaron a los manifestantes paciencia para obtener la respuesta oficial del gobierno. Posteriormente se les notificó a los manifestantes, quienes esperaban el reconocimiento oficial de la victoria de Carlos A. Obregón, que a las nueve de la noche recibirían la respuesta oficial del gobierno.
Cerca de las nueve de la noche, se apagaron las luces de Palacio Municipal, y quedó la plaza en penumbras, se cerraron las puertas de Palacio Municipal de manera violenta y se escuchó un tronido similar al de un cohete. Esta fue la señal mediante la cual los soldados y policías comenzaron a disparar desde los balcones y azoteas de Palacio Municipal con fusiles y metralletas hacia la muchedumbre, que se encontraba indefensa en la plaza.
El pánico alrededor de la plaza se desató y los manifestantes que exigían respeto a los valores democráticos de pronto se encontraron corriendo para salvar sus vidas y las de sus allegados. Estos se trataron de esconder debajo de las bancas, en el kiosco, detrás de los árboles o dentro del Santuario. Sin embargo, los soldados, bajo el mando del general Bonifacio Salinas Leal, salieron del Palacio Municipal a perseguir a los manifestantes y a continuar disparándoles, y realizaron una cacería por las calles céntricas de la ciudad. El tiroteo duró veinte minutos, y el suelo de la plaza quedó bañado en sangre, cubierto de cadáveres, las bancas y los árboles quedaron dañados por impactos de balas y el ataúd negro, con la leyenda “Muera el PRM”, quedó tirada en el piso, a medio quemar.
En cuanto al número de muertos, a pesar de que las instalaciones de la Cruz Roja, hospitales públicos y privados, consultorios médicos y casas particulares se llenaron de heridos y en los cuales fueron llevadas personas que posteriormente fallecieron, así como también diversas imágenes del suceso muestran filas de cuerpos sobre los suelos de la plaza, el número oficial que el gobierno reconoció fue de 26 muertos y 37 heridos. La Secretaría de Defensa Nacional sostuvo que el número fue de 22 muertos y 70 heridos. Por su parte, la comisión investigadora de la Comisión Permanente declaraba que hubo 26 muertos y 150 heridos; el periódico El Sinarquista Extra reportó 43 muertos y 150 heridos; otros datos oficiales de las Actas del Tribunal Pleno señalan 40 muertos y 300 heridos. A pesar de estas diversas declaraciones, el número real de muertos nunca se conoció con certeza, pues se afirma que el ejército retiró cadáveres y que muchos de los heridos se atendieron en casas particulares.
El doctor Ignacio Quiroz, al volver de Guanajuato hacia León, se enteró del asesinato masivo y pasó esa noche en el municipio de Silao. Posteriormente viajó a la Ciudad de México y después a Querétaro, en donde años más tarde falleció, y nunca regresó a León.
Al día siguiente de la matanza, el 3 de enero de 1946, los periódicos de la capital del país publicaron fotografías aterradoras del suceso ocurrido un día antes en León, las cuales dejaron estupefacta a la opinión pública. Ante esto, el presidente de México Manuel Ávila Camacho instruyó al entonces secretario de Gobernación, Primo Villa Michell, realizar una investigación de lo ocurrido. De igual manera, tanto la Comisión Permanente del Congreso de la Unión así como la Suprema Corte de Justicia de la Nación fueron requeridas a investigar lo ocurrido.
La Secretaría de la Defensa Nacional informó ese mismo día que había restablecido el orden público y que en la madrugada había detenido al presidente de la Unión Cívica Leonesa, Ricardo Hernández Sorcini, así como a 70 sinarquistas, a quienes se les imputaba haber provocado los “desórdenes” y la “agresión a los soldados”. Sin embargo, las investigaciones paralelas hacían insostenible esta información. Estas investigaciones divergían respecto al evento que desató el ataque, pero coincidieron en que el ejército actuó “en defensa propia” y en que el gobernador Ernesto Hidalgo Ramírez fue el responsable.
En general, las posiciones oficialistas trataron de menospreciar esta lucha cívica emprendida por la ciudadanía leonesa, etiquetando a la Unión Nacional Sinarquista y al Partido Acción Nacional como orquestadores del movimiento, provocadores y desestabilizadores del gobierno.
Ante los resultados de las investigaciones, el 7 de enero de 1946, Manuel Ávila Camacho solicitó a la Comisión Permanente del Congreso de la Unión la desaparición de poderes en el estado de Guanajuato, argumentando “una serie de violaciones imputables a los poderes del Estado que rebasando el ámbito de sus deberes se constituyeron en partido”, y quedó así destituido el gobernador Ernesto Hidalgo, y fue sustituido por Nicéforo Guerrero, quien se desempeñaba hasta entonces como Ministro de la Suprema Corte de Justicia de la Nación y entró como gobernador provisional.
Meses después al suceso, el exgobernador Ernesto Hidalgo acusó de planificar la violencia a los hermanos Trueba Olivares y a otros dirigentes sinarquistas y afirmó que fue propiamente la guardia militar que originó la matanza la que disparó sin órdenes de nadie.
De acuerdo a una investigación realizada por la organización Unificación de Veteranos de la Revolución, presidida por el general Jesús Agustín Castro (exsecretario de Defensa durante el sexenio de Lázaro Cárdenas), la cual fue entregada al Presidente de México Manuel Ávila Camacho el 12 de enero de 1946, se acusa al general Olvera Barrón de haber lanzado una granada hacia la muchedumbre a las nueve de la noche del 2 de enero, así como una segunda granada minutos después, la cual fue señal para que el resto de los miembros del ejército abrieran fuego abierto a la ciudadanía.
Olvera Barrón también sería señalado como el ejecutor de la orden que inició la matanza de León por una investigación realizada por el FBI, así como responsable también el coronel Cano Martínez porque este encargó la vigilancia del municipio a un oficial de igual grado. Tanto Olvera Barrón como Cano Martínez fueron consignados al Juzgado de Instrucción Militar de Guadalajara, dictándoles auto de formal prisión. Sin embargo, ambos generales fueron liberados pasadas las elecciones presidenciales del mes de julio, en el mes de noviembre de 1946.
El 11 de enero de 1946, como acto de solidaridad por la matanza de León, 12 mil instalaciones industriales, 120 mil comercios en todo el país y la totalidad de los bancos efectuaron un paro de tres horas.
En el contexto de los tiempos de la posguerra (véase Segunda Guerra Mundial), las garantías constitucionales de libertad de reunión, libertad de prensa, etcétera, apenas se restablecían. Estas garantías constitucionales fueron suspendidas cuando México declaró la guerra a los países del eje, emergiendo un estado de excepción. En este contexto, persistía la idea entre ciertos sectores del ejército y la política de que el ejército tenía el poder para hacer y deshacer a su disposición, lo que les llevaba a continuar actuando como si las garantías constitucionales permanecieran suspendidas. Sin embargo, en 1945 ya se había terminado el estado de excepción y se habían restaurado las garantías constitucionales.
Ante esta situación, Manuel Ávila Camacho pretendía la consolidación del régimen democrático y el desplazamiento de los militares del campo de la política, sirviéndole el suceso acontecido en León, Guanajuato el 2 de enero de 1946 para conseguir dicho fin. El 12 de enero de 1946, el general secretario Urquizo hizo una circular un documento a los comandantes de zonas militares el cual señalaba que debían de abstenerse de apoyar con fuerzas federales para asuntos políticos, porque las tropas “no desempeñan funciones de policía”.
Finalmente, el 19 de febrero de 1946, Carlos A. Obregón tomó protesta oficial como presidente Municipal de León.
La política de comunicación por parte de los posteriores gobiernos del Partido Revolucionario Institucional (PRI) respecto a este suceso fue la del silencio. No obstante, cuando el Partido Acción Nacional (PAN) ganó por primera vez la presidencia municipal de León en 1988, se rebautizó el nombre de la Plaza de la Constitución por el de “Plaza de los Mártires”.
El PAN gobernó ininterrumpidamente el municipio de León durante veinticuatro años, de 1988 al 2012, periodo durante el cual se conmemoró año tras año a los Mártires del 2 de enero, como héroes ciudadanos que entregaron su vida para el fortalecimiento de la democracia, la participación ciudadana y el valor cívico.
No fue sino hasta el año 2012 que el Partido Revolucionario Institucional (PRI) recuperó el poder y en enero de 2013, la alcaldesa priista de León decidió cancelar la conmemoración del 2 de enero, argumentando que “las nuevas generaciones de leoneses no deben crecer con esa espina añeja”.
Diversas publicaciones de los hechos ocurridos se han realizado, siendo una de las más completas la de la intelectual Soledad Loaeza, a través de la revista Nexos, publicada en mayo de 2013 bajo el título “La matanza de León, 1945”.
Por otra parte, el pintor Lázaro Zambrano Uribe, leonés contemporáneo a los sucesos y testigo presencial de los hechos del 2 de enero de 1946, pintó un óleo basado en una fotografía del evento, proporcionada por el archivo histórico, en donde se aprecia el ataúd, los soldados que disparan a la multitud desde las azoteas y balcones del palacio municipal de León, la gente corriendo en pánico, así como a la muerte que camina entre ellos.
De la misma manera, los periodistas Socorro Bernal Rodríguez y Martín Villarreal Ramos realizaron un documental de lo ocurrido en el que se entrevistan a distintos sobrevivientes del suceso, quienes narran la historia desde el lugar en el que se encontraban, bajo el título “Los mártires de León, 2 de enero de 1946”.
En enero de 2012, el exalcalde panista Ricardo Sheffield Padilla develó un mural escultórico de bronce de 127 m² de superficie en homenaje a los mártires del 2 de enero, ubicado en la Plaza Catedral en el Centro Histórico de la ciudad, el cual fue realizado por el escultor Arturo Tavares. Este mural contiene los elementos del suceso, incluyendo a los gendarmes del ejército que disparan desde los balcones del palacio municipal hacia los ciudadanos que exigían respeto a los resultados electorales, la gente aterrorizada que corre en pánico, los jóvenes que cargan el ataúd, así como un ángel que extiende sus manos sobre todo aquel suceso.
Lo ocurrido el 2 de enero de 1946 en León no solo sirvió para que el presidente de México, Manuel Ávila Camacho, consiguiera separar al ejército del campo de la política, sino también como un acto que marcó la historia del pueblo de León y que se impregnó en el espíritu de los leoneses para siempre contar con la capacidad de indignación ante los abusos de autoridad de sus gobiernos y de exigir sus derechos democráticos.